# Nicole Fiscella
Nicole Fiscella (Rochester, 15 de setembro de 1979) é uma atriz e modelo norte-americana, de ascendência indiana que ganhou fama através da série de TV Gossip Girl. como Isabel Coates.

## Biografia

### História
Fiscella, que tem um irmão mais novo, Chaz George Fiscella, nasceu no Hospital Lenox Hill, em Manhattan, Nova York, e é filha de dois médicos. Fiscella também esteve no All-State Jazz Choir com o renomado diretor e ativista político Jim Augustine.

### Carreira
Fiscella começou a modelar em 2005, sob o New York Model Management. Ela apareceu nas capas de várias revistas de beleza e moda, incluindo a Elle e a Cosmopolitan, e também participou de campanhas para a Pantene e a GAP Body. Fiscella estrelou o papel de Isabel Coates, uma "amiga"/colaboradora de Blair Waldorf em Gossip Girl, da The CW, em março de 2007. Fiscella como Coates apareceu em 14 dos 18 episódios da primeira temporada. Ela retornou para o restante da série de Gossip Girl, até 2012. Ela também estrelou o vídeo de LL Cool J's Baby como a protagonista.
Atualmente, Nicole é uma blogueira ativa e influenciadora em todas as coisas naturais e nutricionais. Ela dirige o blog "Global Go to Girl", que inclui respostas diretas sobre como comer bem, viajar facilmente e enfrentar a maternidade com as melhores ferramentas.

### Vida pessoal
Fiscella formou-se na Universidade Tufts com uma bacharel em antropologia. Nicole também tem um M.S. em Nutrição Humana pela University of Bridgeport e é um Certified Nutrition Specialist (CNS). Quando perguntada por que ela queria estudar Nutrição, pelo The New York Observer, Fiscella respondeu: "Meus pais são médicos, então sempre fomos a família da boa saúde. Acho que sempre quis fazer algo no campo da medicina um pouco, mas não tanto quanto ser um médico, então esta é uma boa mediana". Fiscella mora em Chicago e é mãe de dois filhos.

### Filme e televisão
| Ano  | Programa de televisão | Papel         | Notas            |
| ---- | --------------------- | ------------- | ---------------- |
| 2007 | Gossip Girl           | Isabel Coates | 2007–2009 e 2011 |